# لورنتز دايتريشسون
لورنتز دايتريشسون (بالنرويجية البوكمول: Lorentz Dietrichson)‏ هو مؤرخ وكاتب وبروفيسور وأمين مكتبة وشاعر نرويجي، ولد في 1834 في برغن في النرويج، وتوفي في 6 مارس 1917 في كريستيانية ‏ في النرويج.